# 리가 기술대학교

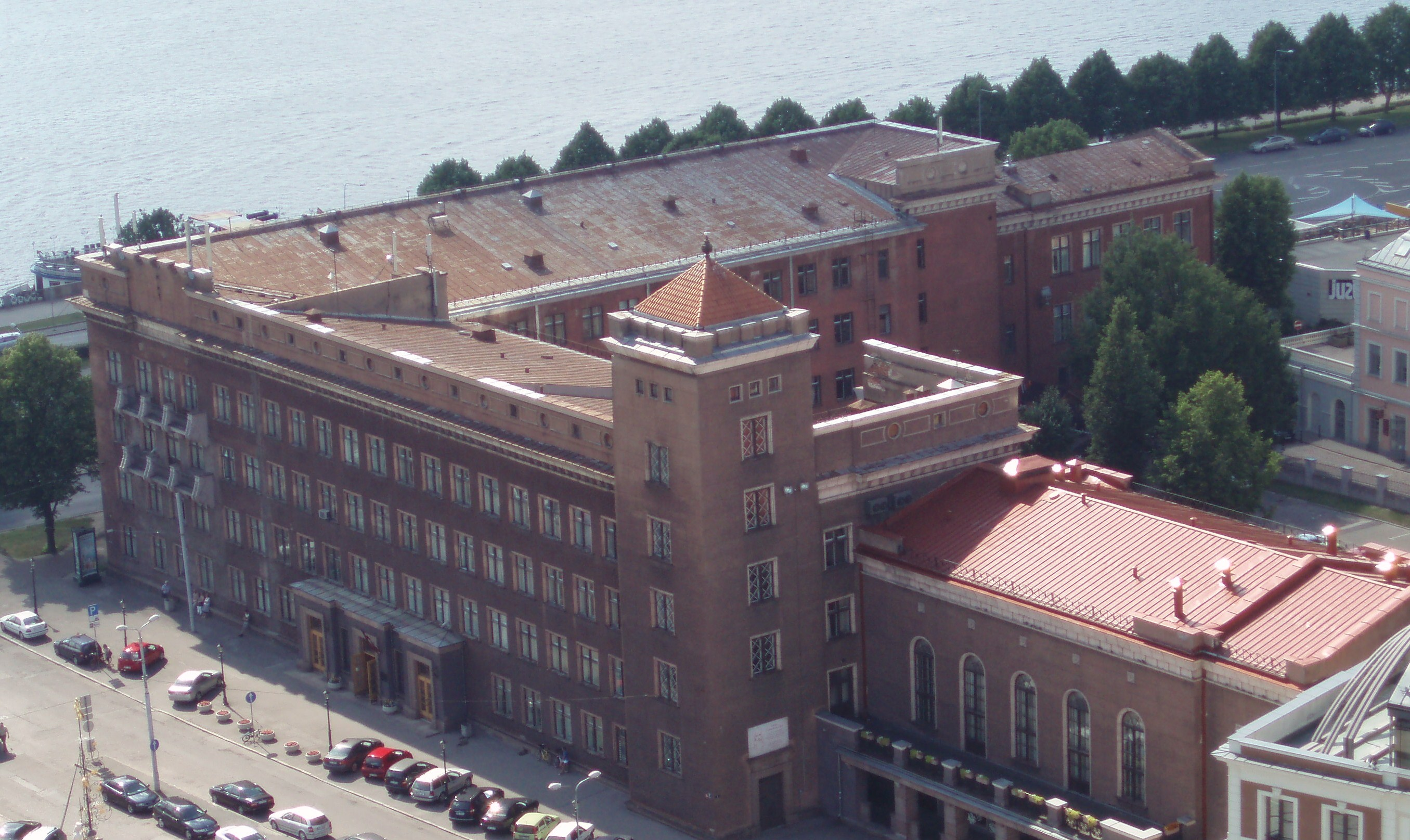

리가 기술 대학교(라트비아어: Rīgas Tehniskā universitāte)는 리가에 위치한 대학교이다.
리가 기술대학교는 1862년에 러시아 제국에서 설립한 최초의 기술대학교였다. 그리고 농업학과, 화학학과, 공학, 기계학과, 무역-건축학과는 독일어로 수업이 이뤄졌다. 제1차 세계 대전이 진행 중이던 1914년부터 1918년까지는 모스크바에서 강의를 진행했다.
1918년 라트비아 대학교의 설립과 함께 리가로 옮겨졌다. 1958년에는 라트비아 대학교 산하 기술대학이 되었고 1990년에 지금과 같은 이름으로 바뀌었다.